# Untitled (album Korna)
Untitled je osmi studijski album nu metal sastava Korn. Žanr je nu metal s elementima alternativnog metala. Od 2007. prodano je oko 510.000 primjeraka albuma.

## Postava
- Jonathan Davis — vokali
- James Shaffer — gitara
- Reginald Arvizu — bas-gitara
- Terry Bozzio — bubnjevi